# 穆斯塔法·哈吉
穆斯塔法·哈吉（Mustapha Hadji，1971年11月16日—）是一名已退役的摩洛哥足球运动员，现任摩洛哥国家队助理教练。他曾跟隨摩洛哥國家足球隊出戰1994年國際足協世界盃以及1998年國際足協世界盃。他曾經被评为非洲足球先生。